# Diversidad sexual en Afganistán
Las diversidad sexual en Afganistán se enfrentan a ciertos desafíos legales y sociales no experimentados por otros residentes. La homosexualidad es ilegal, se considera un crimen grave y está penada con muerte.

## Legislación

### Código penal
El Código Penal de 1976 fue restablecido después de la invasión americana, contiene varias disposiciones que pueden ser aplicadas a las personas LGBT:
- el Artículo 398 ofrece castigos menores a los que hayan cometido un asesinato de honor (cuando, por ejemplo, un miembro de familia descubra que su familiar o cónyuge comete delitos de adulterio, fornicación u homosexualidad);
- el Artículo 427 ofrece largas penas de cárcel a los que hayan cometido delitos de adulterio, pederastia y/o sodomía. La pena máxima aumenta si la víctima es menor de edad (18 años en Afganistán), si el acusado está en posición de autoridad sobre la víctima, si el acusado había cometido otro crimen antes o si el delito provoca alguna enfermedad. La ley también aumenta el castigo si el delito es una "violación de honor".

### Ley de sharía
La Constitución establece que Afganistán es una república islámica, lo que puede implicar que las personas LGBT en Afganistán puedan ser acusadas de delitos de violar la ley de sharía. El castigo basado en la ley de sharía es más probable que ocurra en comunidades rurales aisladas, donde los ciudadanos y grupos de vigilantes milicianos buscan castigar a cualquiera que no siga estrictamente las costumbres islámicas.
En las ciudades, las personas condenadas por homosexualidad son sentenciadas a prisión. En 2004, un asesor estadounidense del gobierno de Afganistán fue arrestado y condenado a una pena de prisión por actividades homosexuales con un hombre afgano. Otros informes de prensa también han señalado que otros hombres habían sido encarcelados por participar en actividades sexuales con personas del mismo sexo.

### Derecho familiar
La Ley de Matrimonios (1971) estipula que el matrimonio legal en el país debe ser una unión de dos adultos musulmanes del sexo opuesto, y que debe cumplir las reglas de la ley islámica. Por lo tanto, el derecho familiar afgano no reconoce los matrimonios del mismo sexo, las uniones civiles o las asociaciones domésticas. Del mismo modo La Ley de Matrimonios, Bodas y Circuncisión (1949) habla del matrimonio como un acto entre un hombre y una mujer musulmanes y afirma que los matrimonios deben seguir la ley islámica.

### Censura
El Artículo 32 del Edicto de la Ley de Prensa (2002) prohíbe las publicaciones que promuevan la "incitación a la depravación". Asimismo, el Artículo 27 (D) de la Ley Postal de Afganistán (1973) prohíbe el uso del servicio postal para el intercambio de material que sea "repugnante a la decencia pública y la moral". Estas dos disposiciones podrían utilizarse para censurar la distribución de materiales que defienden los derechos LGBT o el tema general de la orientación sexual y las cuestiones de identidad de género.

## Explotación infantil de los talibanes
Los miembros de la milicia generalmente no tienen acceso a las mujeres, por lo que a veces los niños son secuestrados para ser humillados y violados por hombres adultos.Otros niños se prostituyen para hombres adultos, independientemente de su orientación sexual. 
A estos hombres involucrados a veces se les llama bacha bazi en persa y parecen prosperar en las grandes ciudades de Afganistán, posiblemente debido a la pobreza y los estrictos tabúes sociales que rodean la interacción entre hombres y mujeres. Se ha promulgado una ley que prohíbe a los soldados afganos tener su "ashna" viviendo con ellos.
Después de que los talibanes llegaron al poder en 1996, el bacha bazi fue prohibido junto con la homosexualidad, y ambos conllevaban la pena de muerte. En la República Islámica de Afganistán a menudo se acusaba a las jóvenes víctimas y no a los perpetradores.
En 2007, informes indicaron que la práctica del bacha bazi todavía prevalece en algunas partes del norte de Afganistán. Esta práctica consiste en vestir a niños adolescentes con ropa de mujer y obligarlos a participar en concursos de baile y a realizar actos sexuales.Los señores de la guerra de la Alianza del Norte, respaldados por Estados Unidos, han sido conocidos por secuestrar, traficar y violar a niños jóvenes desde la caída del régimen talibán, utilizando el pretexto de bacha bazi, aunque guardan poco parecido con la práctica histórica.Ni el Departamento de Defensa de Estados Unidos ni el gobierno afgano tomaron medidas contra estos crímenes, a pesar de ser conscientes de estas prácticas.Si bien el presidente Hamid Karzai firmó un acuerdo para prohibir el bacha bazi, rara vez se hizo cumpliry, según informes, los agentes de policía fueron cómplices de delitos relacionados.

## Discriminación y acoso

### Ataques a los hombres homosexuales
Según los informes, los hombres homosexuales han sido atraídos a la muerte tanto por el gobierno talibán como por la República Islámica de Afganistán según los activistas afganos, los funcionarios de seguridad nacional crearían perfiles falsos en las redes sociales y los engañarían para que los conocieran, a menudo matándolos y violándolos. En 2021, los talibanes en Kabul atrajeron a un hombre gay para que se reuniera con ellos a través de las redes sociales, y procedieron a violarlo y golpearlo.

### Protecciones contra la discriminación
En Afganistán no existe ninguna ley que aborde la discriminación o el acoso por motivos de orientación sexual o identidad de género. En respuesta a consultas extranjeras, el Partido Socialdemócrata Afgano declaró que "favorecía un esfuerzo internacional para luchar contra la pandemia del SIDA y el VIH, pero que todas las grandes religiones se oponen a la homosexualidad y los matrimonios entre personas del mismo sexo". Ningún partido político o grupo de interés ha expresado su apoyo a los derechos LGBT.
La ley de Afganistán actualmente prohíbe a un partido político, grupo de interés o club social defender cualquier cosa que esté en oposición a la moral islámica. En ausencia de un cambio en la ley, es poco probable que se permita que una organización política o social que defiende los derechos LGBT exista y promueva sus puntos de vista. El único grupo LGBT que aún continúa en secreto, especialmente después de la caída de los talibanes, parecen ser los LGBT de alto rango involucrados en los actos homosexuales de Bacha Bazi. Sin embargo, su destino se vuelve sombrío ahora, ya que los talibanes han retomado el control sobre Afganistán y se espera que restablezcan la aplicación de la ley en su contra.

## Actitudes sociales
La población de Afganistán es más del 99% musulmana y la Constitución del país estipula que el Islam será la religión oficial.
Cuando se discute públicamente, la homosexualidad a menudo se vincula con la prostitución y la pedofilia y el nivel de conciencia sobre la orientación sexual o la identidad de género es limitado. En 2011, periodistas afganos entrevistaron a hombres que tenían símbolos del orgullo LGBT en sus vehículos y descubrieron que desconocían el significado de las banderas y pegatinas del arcoíris, pensando que se trataba simplemente de otra moda occidental, y comenzaron a quitarlas rápidamente para evitar ser visto como una persona LGBT o partidario de los derechos LGBT.
El manual de cultura operativa para el despliegue de personal del Cuerpo de Marines de EE. UU. de mayo de 2009 afirmaba que "el comportamiento homosexual es relativamente común, pero tabú, en las zonas rurales de Afganistán, porque no hay otras salidas para las energías sexuales normales. [sic]".
En 2012, Nemat Sadat, activista de derechos humanos y exprofesor de ciencias políticas en la Universidad Americana de Afganistán, movilizó un movimiento LGBTy el 22 de agosto de 2013, se convirtió en la primera figura públicaen salir del armario como gay y hacer campaña por los derechos LGBT, la libertad de género y la liberación sexual.Se considera que Sadat ha roto los tabúes sobre el travestismo y la homosexualidad en Afganistán.
Si bien es posible que ciertos funcionarios estatales hayan agredido a los homosexuales afganos, el gobierno en ese momento no perseguía activamente a la comunidad y los homosexuales podían socializar abiertamente en lugares seguros. Esta situación cambió tras la toma del país por los talibanes en agosto de 2021;CNN comenzó a mantener correspondencia con Christian Hazara, un hombre gay de 32 años que (en octubre de 2021) se escondía en el sótano de una casa en Kabul con su hermano menor para evitar ser capturado por los talibanes. CNN confirmó la identidad del hombre a través de activistas de derechos humanos. El hombre, a quien CNN llamó "Ahmed" por su seguridad, estaba buscando formas de escapar del país.
Una encuesta reveló que las vidas de las personas LGBT en Afganistán han “empeorado dramáticamente” bajo el gobierno talibán. El informe de Human Rights Watch registró casi 60 casos de violencia selectiva contra personas LGBT, lo que destacó casos de violencia, violaciones en grupo y amenazas de muerte.

### VIH-SIDA
Antes de 2003, existía poca o ninguna educación o tratamiento sobre el VIH-SIDA. En 2008, el número oficial de personas que viven con VIH-SIDA es 504, aunque se sospecha que el número real es mayor, posiblemente de miles.Las bajas tasas de alfabetización, la infraestructura débil y las costumbres sociales tradicionales dificultan la introducción de iniciativas integrales de educación en salud pública. 
Hasta ahora, la mayor parte de los recursos disponibles se han centrado en la lucha contra la drogadicción y, en menor medida, la industria del sexo comercial.Sin embargo, lo poco que se dice sobre la sexualidad es la promoción de programas de educación sexual basados únicamente en la abstinencia.
En 2009, se abrió el primer centro de tratamiento del VIH-SIDA en Kabul y se prometió abrir más clínicas pronto. El acceso a los medicamentos antirretrovirales es, en el mejor de los casos, limitado y las iniciativas preventivas a menudo entran en conflicto con tabúes profundamente arraigados.Se están realizando esfuerzos para educar a los líderes locales y religiosos con la esperanza de que puedan legitimar una mayor educación pública.
Legalmente, el artículo 373 del código penal de Afganistán estipula que una persona que propague una "enfermedad peligrosa" por accidente será multada, pero si la enfermedad provoca la muerte o una discapacidad permanente la pena será la misma que si se tratara de un asesinato accidental.